# 吉珠沟
吉珠沟，是中国的一条河流，汇入德差河，属于金沙江水系。河长90千米，流域面积1230平方千米，年均流量15立方米每秒。自然落差1680米。水能理论蕴藏量9万千瓦。